# Хаслингер, Стюарт
Стюарт Хаслингер (англ. Stewart G. Haslinger; род. 25 ноября 1981, Эйнсдейл, Саутпорт) — английский шахматист, гроссмейстер (2007).
Хаслингер происходит из шахматной семьи. Отец учил его шахматам с четырёх лет. Стюарт стал победителем первенства Британии до 12 лет. Его сёстры, Кэти и Мэнди, были чемпионками Британии среди девушек в разных возрастных группах. Кэти стала чемпионкой мира среди девушек до 14 лет в 1987 году.
В чемпионате Великобритании 2005 Стюарт Хаслингер разделил 2—3 место. В чемпионате Великобритании по рапиду 2005 — 3—4 место.
Победитель турнира в Севилье (2013), и поделил первое место на том же турнире в 2011 году.
Выступал в командном чемпионате Германии за «SG Trier», в командном чемпионате Великобритании — за различные команды.
Учёный, доктор философии по математике. Окончил Ливерпульский университет.

## Изменения рейтинга
| Графики недоступны из-за технических проблем. См. информацию на Фабрикаторе и на mediawiki.org. |